# Lycenchelys bullisi
Lycenchelys bullisi es una especie de pez de la familia de los Zoarcidae en el orden de los perciformes.

## Morfología
Los machos pueden llegar a alcanzar los 17,6 cm de longitud total.

## Hábitat
Es un pez de mar y de aguas profundas que vive entre 732-750 m de profundidad.

## Distribución geográfica
Se encuentra en el Atlántico occidental central: desde el Golfo de México hasta el este de Florida. 

## Observaciones
Es inofensivo para los humanos. 